# Meteorologiåret 1873

## Händelser

### Januari
- 7-10 januari - Minnesota, USA drabbas av en svår snöstorm. Boskap skadas, och järnvägstrafiken lamslås [1].

### Augusti
- 25 augusti – En cyklon i Nova Scotia, Kanada blir värsta stormen där sedan 1810 samtidigt som en orkan dödar 500 personer i Cape Breton Island [2].

### September
- 15 september - International Meteorological Organization bildas. [3]

### Okänt datum
- Meteorologiska Centralanstalten bildas i Sverige [4].
- Maximitemperatur börjar mätas i Haparanda, Sverige [5].
- DMI börjar mäta lufttemperaturen i Västgrönland och Östgrönland [6].

## Födda
- 26 februari – Ewoud van Everdingen, nederländsk meteorolog.

## Avlidna
- 8 augusti – Francis Ronalds, brittisk meteorolog.
- 20 september – Giovanni Battista Donati, italiensk astronom och meteorolog.

### Fotnoter
1. ↑  Famous Minnesota Winter Storms (Listed Chronologically) Arkiverad 7 januari 2009 hämtat från the Wayback Machine.
2. ↑  ”Dan, Dan the Weatherman's Canadian Weather Trivia Page”. Arkiverad från originalet den 9 september 2013. https://web.archive.org/web/20130909001246/http://www.dandantheweatherman.com/cantriv.html. Läst 23 februari 2011.
3. ↑  World Statesmen (läst 3 april 2011)
4. ↑  SMHI
5. ↑  SMHI
6. ↑  DMI